# Vladimir Jovović
Vladimir Jovović (cyryl. Владимир Јововић; ur. 26 października 1994 w Nikšiciu) – czarnogórski piłkarz grający na pozycji ofensywnego pomocnika.

## Kariera piłkarska
Swoją karierę piłkarską Jovović rozpoczął w klubie Sutjeska Nikšić. W 2011 roku awansował do kadry pierwszej drużyny i 11 kwietnia 2012 zadebiutował w niej w pierwszej lidze czarnogórskiej w przegranym 0:3 wyjazdowym meczu z FK Budućnost Podgorica. W sezonach 2012/2013 i 2013/2014 został z Sutjeską mistrzem Czarnogóry. Z kolei w sezonie 2014/2015 wywalczył wicemistrzostwo tego kraju.
Latem 2015 roku Jovović przeszedł do serbskiego klubu FK Crvena zvezda. Niedługo potem został wypożyczony do OFK Beograd, w którym zadebiutował 21 lutego 2016 w wygranym 2:1 domowym meczu z Partizanem Belgrad. Na koniec sezonu 2015/2016 spadł z OFK do pierwszej ligi Serbii.
Latem 2016 Jovovicia wypożyczono do Napredaka Kruševac. Swój debiut w Napredaku zaliczył 27 sierpnia 2016 w zremisowanym 0:0 wyjazdowym meczu z FK Voždovac. W Napredaku grał przez pół roku.
Na początku 2017 Jovović został wypożyczony do Spartaka Subotica. Zadebiutował w nim 25 lutego 2017 w wygranym 3:2 wyjazdowym meczu z Javorem Ivanjica. W Spartaku spędził pół roku.
Latem 2017 Jovović odszedł ze Crvenej Zvezdy do FK Jablonec. Swój debiut w Jabloncu zanotował 20 sierpnia 2017 w zremisowanym 2:2 domowym meczu z Duklą Praga.
| Sezon   | Klub              | Kraj       | Rozgrywki  | Mecze | Gole |
| ------- | ----------------- | ---------- | ---------- | ----- | ---- |
| 2011/12 | Sutjeska Nikšić   | Czarnogóra | Prva liga  | 6     | 0    |
| 2012/13 | Sutjeska Nikšić   | Czarnogóra | Prva liga  | 30    | 3    |
| 2013/14 | Sutjeska Nikšić   | Czarnogóra | Prva liga  | 28    | 2    |
| 2014/15 | Sutjeska Nikšić   | Czarnogóra | Prva liga  | 14    | 4    |
| 2015/16 | FK Crvena zvezda  | Serbia     | Super liga | 0     | 0    |
| 2015/16 | OFK Beograd       | Serbia     | Super liga | 12    | 5    |
| 2016/17 | Napredak Kruševac | Serbia     | Super liga | 9     | 1    |
| 2016/17 | Spartak Subotica  | Serbia     | Super liga | 12    | 1    |
| 2017/18 | FK Jablonec       | Czechy     | 1. liga    |       |      |

## Kariera reprezentacyjna
Jovović grał w młodzieżowych reprezentacjach Czarnogóry na różnych szczeblach wiekowych. 17 listopada 2013 zadebiutował w reprezentacji Czarnogóry w wygranym 4:1 towarzyskim meczu z Luksemburgiem, rozegranym w Luksemburgu, gdy w 84. minucie zmienił Elsada Zveroticia.